# Harald Pettersen
Harald Pettersen (8 dicembre 1911 – 18 marzo 1978) è stato un calciatore norvegese, di ruolo attaccante.

## Carriera

### Club
Pettersen vestì la maglia del Frigg.

### Nazionale
Disputò 3 partite per la Norvegia. Debuttò il 1º giugno 1930, nella vittoria per 6-2 contro la Finlandia: nella stessa partita, mise a referto l'unica rete in Nazionale.